# Angelo Baracca
Angelo Baracca (Lugo, 25 giugno 1939 – Firenze, 25 luglio 2023) è stato un fisico e attivista italiano, impegnato nelle campagne per l'ecologia, contro le guerre e per il disarmo nucleare.

## Biografia
Laureato in Fisica nel 1965 all'Università di Milano, ha iniziato l’attività di ricerca a Bologna nel campo della fisica delle particelle elementari, o fisica delle alte energie.
Trasferitosi nel 1967 all'Università di Firenze per un incarico d’insegnamento di Meccanica Statistica, ha maturato gradualmente riserve sempre più profonde verso l’approccio e l’organizzazione della ricerca in fisica delle particelle, che lo portarono alla pubblicazione nel 1975, con Silvio Bergia, del saggio critico La Spirale delle Alte Energie
Ma nel frattempo, sull'onda della contestazione del ‘68, oltre a un impegno politico che non è più cessato, nacque l’esigenza condivisa con un folto gruppo di giovani scienziati italiani di varie discipline
di sviluppare una critica radicale della scienza nella società capitalistica e del suo sviluppo.
Così, mentre sviluppava la critica alla fisica delle alte energie, Baracca ed altri giovani in Italia avviarono ricerche sui fondamenti della meccanica quantistica, la quale nonostante le insite contraddizioni concettuali era utilizzata dai fisici in modo pragmatico. Parallelamente un nutrito gruppo di giovani intraprendevano un lavoro di ricostruzione storica dell’evoluzione della scienza moderna sviluppando un approccio storico materialistico coerente con la Critica dell’Economia Politica di Karl Marx per estendere questa analisi alle scienze della natura. Baracca contribuì a questa elaborazione metodologica, e su questa base venne avviata dai giovani fisici di allora un programma di ricerca storica per ricostruire le svolte cruciali della scienza occidentale in relazione ai cambiamento economico sociali, tecnologici, produttivi, questa ricerca storica prosegue ancora oggi
Nello stesso tempo Baracca applicò l’impostazione storica anche all’insegnamento di materie scientifiche per arrivare a una comprensione integrale anche dei contenuti scientifici avanzati; più recentemente questa impostazione è stata applicata in manuali di fisica per le scuole secondarie e corsi universitari di fisica generale.

## Vita politica
Dai primi anni ‘70 Baracca sviluppò un intenso lavoro politico in collaborazione con gli studenti, intervenendo nelle vertenze operaie in difesa delle condizioni e della salute nelle fabbriche, e partecipò alla fondazione del partito di Democrazia Proletaria.
Su temi politici, ambientali, pacifisti Baracca ha scritto intensamente sul Manifesto, Sapere e altre riviste e molte altre testate. Nel 1978 con il collettivo di fisici e altri colleghi impegnati nella critica della scienza fondò la rivista quadrimestrale Testi e Contesti, per consentire lo sviluppo di un confronto più approfondito. Partecipando attivamente al movimento ambientalista su posizioni marxiste, nel 1981 promosse insieme a Enzo Tiezzi un confronto fra i più autorevoli ambientalisti italiani di diversi orientamenti.
Sul piano dell’impegno politico, durante gli anni ‘70 si sviluppò il movimento antinucleare, nel quale Baracca si impegnò a fondo, sostenendo una lunga serie di confronti con fisici e tecnici del settore in scuole e incontri pubblici, fino al referendum del 1987. Nel 1982 fu fra i fondatori dell’USPID (Unione Scienziati per il Disarmo) e cominciò a impegnarsi per l’eliminazione degli armamenti nucleari.
Nel 1985 fu eletto consigliere regionale in Toscana per Democrazia Proletaria. Si impegnò per la costruzione di un movimento più ampio, unitario, che allargasse e unificasse gli obiettivi dai temi del movimento operaio a quelli ecopacifisti: l’obiettivo non riuscì a superare le divisioni, ma nel 1990 Baracca venne rieletto nel Consiglio regionale della Toscana per la "Federazione Unitaria dei Verdi" che sussistette solo in Toscana e in Veneto; ma nel 1994 si dimise scegliendo di ritornare all’insegnamento universitario.
Da allora ha sviluppato una duratura collaborazione con la Facoltà di Fisica de L'Avana, a Cuba. Nell'ambito di questa collaborazione ha ricostruito l’intera storia dello sviluppo della fisica a Cuba, dai primi dell’800, e recentemente l’ha generalizzata allo sviluppo della biotecnologia e della medicina a Cuba
Nel 1999, in occasione della guerra nella ex Jugoslavia, Baracca fu nel gruppo di promotori del Comitato Scienziate e Scienziati Contro la Guerra, che per vari anni sviluppò un'intensa attività di iniziative e incontri. Fra questi vari convegni di approfondimenti, in tutti i quali Baracca presentò relazioni.
L’impegno per il disarmo nucleare portò alla scrittura di rassegne e aggiornamenti sugli Annuari su Armi e Disarmo curati da Chiara Bonaiuti ed altri dal 2006 al 2011,. oltre a una serie di saggi. Più recentemente tale impegno lo porta ad aderire alla campagna dell'ICAN e a un'intensa collaborazione didattico scientifica con la sezione italiana della Women's International League for Peace and Freedom. Al tempo stesso diventa editorialista permanente sui temi del nucleare, dell'ambiente e delle guerre per l'Agenzia Stampa Internazionale Pressenza. 
Nel 2014 ha espresso posizioni vicine ai No Cav sottoscrivendo l'appello contro le cave in difesa del Pizzo d'Uccello (Alpi Apuane).
Dall'inizio dell'invasione russa dell'Ucraina del 2022 ha partecipato attivamente alle attività pacifiste collaborando con l'agenzia stampa Pressenza e con Peacelink.

## Opere
- Manuale Critico di Meccanica Statistica, CULC, Catania, 1979;
- A Volte Ritornano, La Proliferazione Nucleare Ieri Oggi e Domani, Milano, Jaca Book, 2005;
- L’Italia Torna al Nucleare? I Rischi, i Costi, le Bugie, Milano, Jaca Book, 2008;
- Storia della Fisica Italiana, Un’Introduzione, Milano, Jaca Book, 2017;
- Per la memoria, l’informazione e il futuro, Firenze, Multimage, 2021;
- La NATO e i misteri d'Italia, Roma, Left, 2022

con altri:
- con S. Bergia, La Spirale delle Alte Energie, Bompiani, Milano, 1975;
- con A. Rossi, Marxismo e Scienze Naturali, per una Storia Integrale delle Scienze, Bari, De Donato, 1976;
- con R. Livi, Natura e Storia, Firenze, D'Anna, 1976;
- con S. Ruffo e A. Russo, Scienza e Industria, 1848-1915, Bari, Laterza, 1979;
- con A. Rossi, Materia e Energia, Milano, Feltrinelli, 1978;
- con M. Fischetti e R. Rigatti, Fisica e Realtà, 3 Voll., Bologna, GEM, 1999;
- con G. Ferrari Ruffino, SCRAM, ovvero La Fine del Nucleare, Milano, Jaca Book, 2011.
- con R. Franconi, Cuba: medicina, scienza e rivoluzione, 1959-2014. Perché il servizio sanitario e la scienza sono all'avanguardia, Zambon, 2019